# Link-local address
Link-local address — адреси мережі, які призначені тільки для комунікацій в межах одного сегмента місцевої мережі або магістральної лінії. Вони дозволяють звертатися до хостів, не використовуючи загальний префікс адреси. Маршрутизатори не відправлятимуть пакети з адресами link-local.
Адреси link-local часто використовуються для автоматичного конфігурування мережевої адреси, у випадках, коли зовнішні джерела інформації про адресу мережі недоступні.
Приклад використання link-local адрес — автоматичне конфігурування IP-адрес, що використовується в IPv4 і IPv6. Адреси IPv4 в діапазоні від 169.254.0.0 до 169.254.255.255 призначаються ОС хоста автоматично в разі недоступності інших джерел інформації, наприклад сервера DHCP.
Для IPv6 як link-local адреси використовуються адреси з діапазону FE80 :: / 64. У IPv6 передбачені механізми автоматичного конфігурування адреси IPv6 link-local з використанням компонент MAC-адреси або з використанням механізмів Network Discovery. Це дозволяє пристроям взаємодіяти один з одним, але дані адреси не поширюються по мережі з використанням яких би то не було засобів динамічної маршрутизації.